# 大福密約
大福密約（だいふくみつやく）とは、自由民主党の有力議員であった大平正芳と福田赳夫の間で1976年に交わされたとされる密約のことである。

## 概要
当時政権を運営していた三木武夫を退陣（三木おろし）させ、自らが内閣総理大臣・自由民主党総裁になろうとする福田赳夫が、ライバル関係にあった大平正芳と結んだとされる、「三木後はまず福田が総理、2年後に大平に譲る」ことを主旨とする密約である。

## 「大福密約」の内容と経緯
主に大平派の主張に基づく、密約の内容と密約締結前後の経緯は、以下のようなものである。
1976年、内閣総理大臣・自由民主党総裁は三木武夫であったが、8月19日には党内反主流6派（田中派・大平派・福田派・船田派・水田派・椎名派）が中心となって挙党体制確立協議会（挙党協）が結成され、三木おろしが画策されていた。当時、三木に代わる者として有力視されたのが、清和政策研究会（福田派）の福田赳夫と、木曜クラブ（田中派）と協力関係にある宏池会（大平派）の大平正芳であった。三木は解散権と閣僚罷免をちらつかせて収拾を図るが、9月10日の閣議で閣僚衆議院解散の閣議書への署名を閣僚から拒絶され、膠着状態が続いていた。
このような中、福田赳夫と大平正芳は品川のホテルパシフィック東京で2回にわたって密会した。この会合は周山会（佐藤派）の大番頭保利茂が仲介者役としてセットしたもので、「大蔵省の先輩である福田に大平が譲るよう」調整された。同年10月27日、この席で以下の文書が作成され、末尾には合意の証として福田・大平並びに立会者である園田直（福田派）・鈴木善幸（大平派）のそれぞれの署名と花押（園田のみ印鑑）があったとされる
| 一、ポスト三木の新総裁及び首班指名候補には大平正芳氏は福田赳夫氏を推挙する。 一、総理総裁は不離一体のものとするが、福田赳夫氏は、党務を主として大平正芳氏に委ねるものとする。 一、昭和五十二年一月の定期党大会において党則を改め総裁の任期三年とあるのを二年に改めるものとする。 右について、福田、大平の両氏は相互信頼のもとに合意した。 昭和五十一年十一月 |

総理総裁ポストに意欲を持つ大平が福田に総理総裁ポストを譲り、総裁任期が3年から2年にされことは、福田は総裁を1期2年のみ務めて2年後に大平へ政権を禅譲することを了承したものと解釈され、園田も「これじゃ２年後、私たち（福田派）は大平政権樹立のために走り回るということを約束させられたようなものだ」などと語ったという。
なお、この席で狂喜した福田は、「2年後には政権を福田から大平へ譲渡する」旨の一文を盛り込むことを申し出たが、大平が福田の言を信ずるのでそれには及ばないとしたともいわれる。
三木は解散権を行使できぬまま衆議院の任期満了を迎え、12月5日に行われた第34回衆議院議員総選挙で自民党は半数を割り込む敗北を喫することとなり、責任を問われた三木は12月17日に退陣を表明した。大角両派と福田派の間で既に協力関係が結ばれていたことから、12月23日に福田は無投票で第8代自由民主党総裁に就任し、大平を幹事長に据えた。翌日の12月24日に福田は内閣総理大臣指名選挙を僅差で凌ぎ、福田内閣を発足させた（園田は内閣官房長官、鈴木は農林大臣に起用）。
密約から2年後の1978年に福田は大平へ政権禅譲を拒否して総裁選出馬を表明したため、大福提携が崩壊した。福田と大平は1978年自由民主党総裁選挙を争うこととなるが、現職の福田は大角両派に切り崩され、予備選挙で敗北した福田は本選挙を辞退して退陣し、大平が総理総裁となった。
なお、福田が大平への政権禅譲を拒否した時、保利は病床で大平に自分の力不足で申し訳ないと洩らして調整を放棄した。また、福田改造内閣で外務大臣となった園田は第1次大平内閣でも続投となり、翌1979年の四十日抗争で福田が首班指名選挙に立候補したときには、福田派からただ一人大平に投票した。

## 密約書の実在について
会談に立ち会った鈴木善幸は生前「それを文章にして、署名捺印したものがどこかに今でも秘蔵されている」と語り、大平の娘婿である森田一も「書面を見た」とするなど、大平派の議員らは密約書の実在を主張した。
一方、福田赳夫の長男である福田康夫は、「そういうものはなかった。ある人（園田直）が発言したことで一気に、本当のごとく広がっただけだ。福田（赳夫）もはっきりと『ない』と言っていた」と、密約そのものを否定し、「福田（赳夫）政権は順調に実績を上げていたし、代わらなければならない理由はなかった。福田は『譲るときは大平さん』という気持ちを持っていた。年齢の問題もあり、いつまでも首相をやるとは考えていなかった」と主張している（1978年総裁選時点で福田は73歳、大平は68歳）。
2004年に週刊誌「読売ウイークリー」が上述の「大福密約の覚書」の内容を公開した。この文書は園田直の次男である園田博之が所持していたもので、宏池会の便箋に「福田・大平了解事項」と記載されていた。その後、産経新聞の今堀守通が、署名の筆跡がいずれも同じであることや花押が福田のものと一致しないことを疑問に思い、持ち主の園田博之を取材したところ、文書は義母で園田直の妻であった園田天光光が保管していたものであること、博之自身もこの文書を本物だと思っていなかったことなどが判明した。また、博之は文書を大切なものだと思っておらず、今堀の取材時には既に紛失していた。